# Africada retrofleja sonora
La africada retrofleja sonora ([ɖʐ] en el AFI, aunque también se admite como [ɖ͡ʐ]) es un tipo de consonante africada que se usa en algunos idiomas del este europeo, así como el Cáucaso, y los países en torno al Tíbet. Comienza con una oclusiva retrofleja sonora ([ɖ]), y se libera como una fricativa retrofleja sonora ([ʐ]).

## Características
Sus características son las siguientes:
- Es una africada sibilante, lo que significa que el flujo de aire se suprime en su totalidad, para luego liberarse con el flujo de aire canalizado por medio de la forma de la lengua contra los bordes de los dientes, lo que causa una turbulencia alta.
- Su punto de articulación es retrofleja, lo que significa que la lengua contacta por la parte subapical con la zona postalveolar, sin ser palatalizado, esto es, sin que la lengua se mueva hacia el paladar duro.
- Su modo de fonación es sonora, lo que significa que las cuerdas vocales vibran en el proceso de articulación.
- Es una consonante oral, lo que significa que el aire sólo escapa por la boca.
- Es una consonante central, lo que significa que el aire escapa cuando el punto laminar se separa del punto postalveolar, esto es, que no escapa por los lados de la lengua.
- Su método de expulsión de aire es pulmonar.

## Ejemplos
| Lenguas     | Palabras   | AFI       | Significado      | Notas |
| ----------- | ---------- | --------- | ---------------- | ----- |
| Asturiano   | ḷḷuna      | ['ɖ͡ʐunä]  | luna             |       |
| Bielorruso  | лічба      | [lʲiɖ͡ʐbä] | número           |       |
| Chino       | 长         | [ɖ͡ʐaŋ]    | crecer, cultivar |       |
| Polaco      | dzwon      | [ɖ͡ʐvɔn̪]   | campana          |       |
| Ruso        | джем       | [ɖ͡ʐɛm]    | mermelada        |       |
| Serbocroata | џеп / džep | [ɖ͡ʐê̞p]    | bolsillo         |       |
| Eslovaco    | džús       | [ɖ͡ʐu̞ːs]   | zumo             |       |
| Nuosu       | ꎐ / rry   | [ɖ͡ʐɪ˧]    | diente           |       |

- Datos: Q2208252